# Replje (Pivka)
Replje so eden od izvirov reke Pivke in istoimenski potok. V Pivko se izliva kot levi pritok v bližini naselja Petelinje.